# Isle of Purbeck
Die Isle of Purbeck ist eine Halbinsel in der südöstlichen Ecke der Grafschaft Dorset an der Südküste von England. Sie hat etwa eine Fläche von 60 Quadratmeilen. Die Halbinsel wird im Süden und Osten vom Ärmelkanal und im Norden durch die sumpfigen Gebiete des Flusses Frome und Poole Harbour begrenzt. Die westliche Grenze läuft südlich von dem Dorf West Holme bis zum englischen Kanal bei Worbarrow Bay entlang.

## Etymologie
Der Name „Purbeck“ ist ein Wort aus der angelsächsischen Sprache und bedeutet angeblich „schnabelförmiger Grat der Rohrdommel oder Schnepfen“. Schnabelförmiger Grat bezieht sich vermutlich auf die Purbeck Hills. Die Purbeck Hills und Dorset South Downs bilden eine Kette von Kreidefelsen.

## Geologie

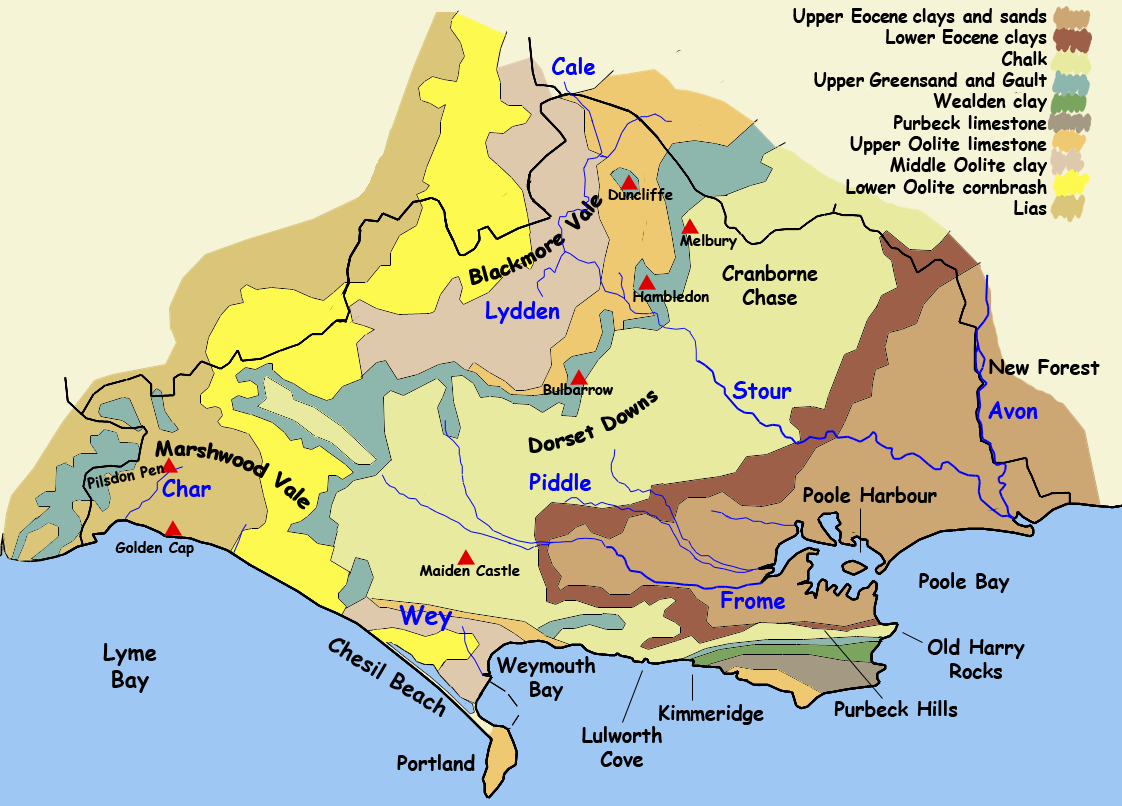
Karte zur Geologie Dorsets (von oben nach unten): Tone und Sande des Oberen Eozäns, Tone des Unteren Eozäns, Kreide, Oberer Grünsand und Gault, Wealden-Ton, Purbeck-Kalkstein, Oberer Oolith-Kalkstein, Mittlerer Oolith-Ton, Unterer Oolith-Cornbrash, Lias

Die Geologie der Halbinsel ist sehr komplex. Die Isle of Purbeck hat zwei Küsten, die entlang der Südküste geologisch einfach, aber sehr kompliziert entlang der Ostküste aufgebaut ist.
Im Süden, wo das Land bis zum Meer ansteigt, befinden sich mehrere parallele stratigrafische Schichten des Jura, des Portland und des Purbeck. Das Gestein ist ein Ablagerungsgestein, das entweder in der späten Jurazeit, im (Kimmeridgium und Tithonium) oder in der frühen Kreidezeit (Berriasium) entstand. Abgelagert wurden in diesem Kalksteinvorkommen massenhaft versteinerte abgestorbene Pflanzen und Tiere mit Kalkgerüsten. Die Ablagerungen in der Purbeck-Stufe erfolgten im Wechsel von Salz- und Süßwasser in Meeresbuchten vor etwa 155 bis 141 Millionen Jahren. Die Felsen und die südliche Landzunge von Peveril Point und die Durlston Bay nach Westen, sind aus Schiefer, sowie aus Portland-Kalkstein, Purbeck-Stein und Purbeck-Marmor. Purbeck-Marmor ist gesteinskundlich ein Kalkstein, da dieser Kalkstein nicht metamorph überprägt wurde. Auf der Isle of Purbeck gibt es zahlreiche historische Steinbrüche entlang der Klippen im Süden. In den Steinbrüchen des Purbecksteins wurden historisch bedeutsame Bausteine gewonnen, die im südlichen England an bedeutsamen historischen Bauwerken verbaut wurden. Die Landzunge St Alban’s Head bildet den südlichsten Punkt der Halbinsel Purbeck. St Alban Head ist ein Ausläufer des Portland und des darüber liegenden Gesteinsvorkommen des Purbeck-Marmors.
Im Gegensatz dazu im nördlichen Teil der Halbinsel, wo das Land bis zum Meer abfällt, entstand im Eozän Ton (Barton Clay), darunter befinden sich bedeutende Ablagerungen des Purbeck Ball Clay. Unter der Swanagebucht, sowie im Swanagetal, befindet sich ein Streifen Wheldon Clay, der sich westlich bis Worbarrow Bay erstreckt. Die wichtigsten Ablagerungen des Ball Clay waren im Bereich zwischen Corfe Castle und Wareham. Furzebrook mit seinem Tonvorkommen wurde zum Zentrum der lokalen Ziegelindustrie.
Die Geologie von Worbarrow Bay und Mupe Bay ist sehr ähnlich und sie spiegeln sich nahezu. Die weißen Kreidefelsen von Cow Corner erscheinen hier wie eine Messerkante und reichen vom Hügel hinunter bis zum Arish Mell Gap. Worbarrow Bay und Mupe Bay treffen sich bei Arish Mell. Die Buchten entstanden in der Oberkreide, Mittleren Kreide, Greensands, Gault, Wealden Beds, Purbeck und Portland. Die gebildeten Gesteine sind komplex gefaltet, wobei alle Sedimente vertikal um etwa 45 bis 60 Grad geneigt wurden.
Swanage sowie Studland haben beide eine lange, nach Osten gerichtete Bucht und Sandstrand. Die nördliche Landzunge, Ballard Down, ist ein Bereich des offenen Kreidefelsens. Die Kreide streckt sich westlich entlang der Purbeck Hills bis nach Lulworth und dann nördlich unter den Dorset Downs und Cranborne Chase.
Yellow Ledge ist ein Kimmeridgium-Steinband, am östlichen Ende von Hen Cliff. Der Begriff stratigrafische Kimmeridgium wurde durch Jules Thurmann 1832 eingeführt. Es handelt sich dabei um den latinisierten Namen der Ortschaft Kimmeridge. Das Kimmeridgium ist eine Stufe des oberen Jura (Malm). Es wird nach unten durch das Oxfordium, nach oben durch das Tithonium gegrenzt.

## Wildblumen

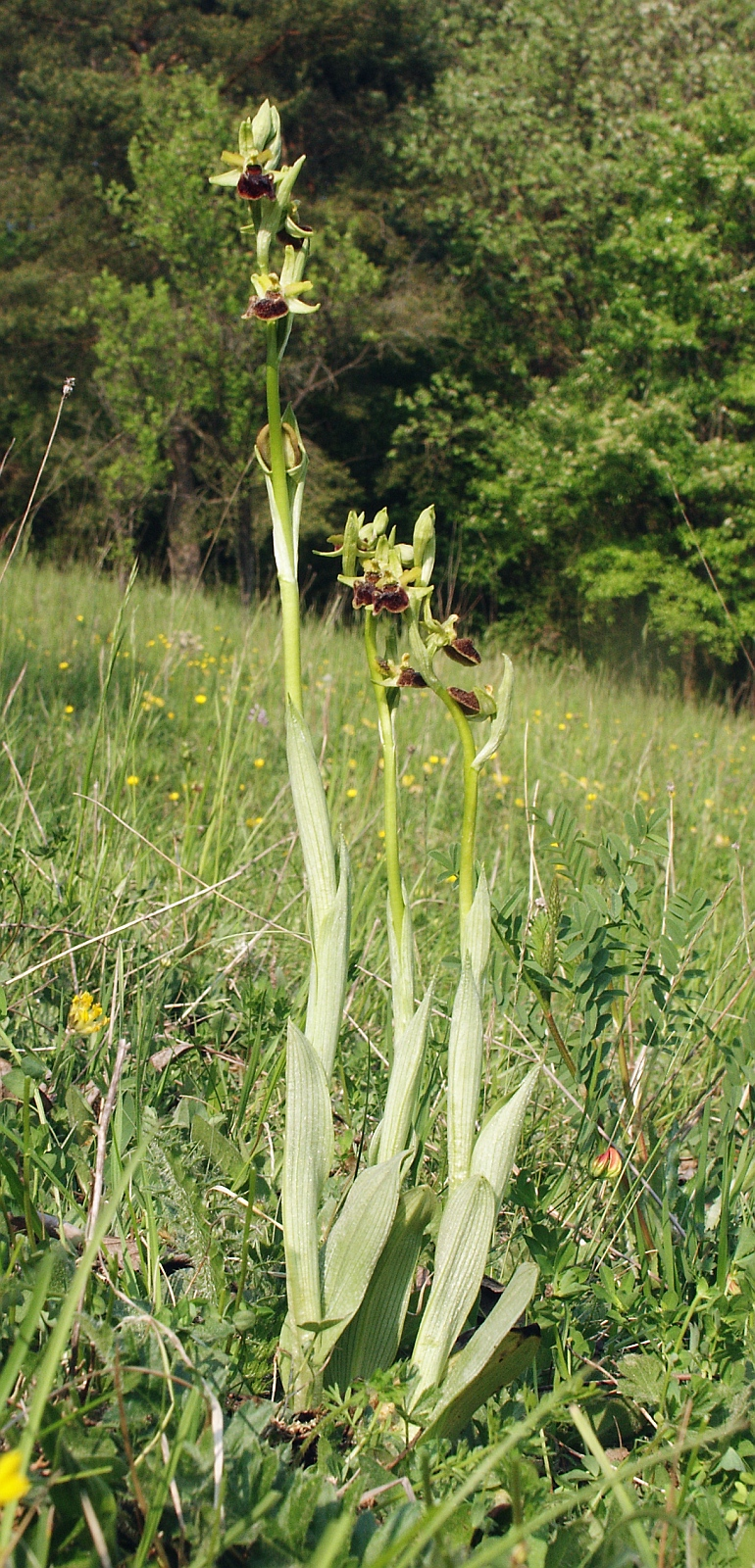
Große Spinnen-Ragwurz

Isle of Purbeck hat die höchste Artenanzahl einheimischer sowie an früher eingeführten Wildblumen in Großbritannien. Dies ist vor allem auf die abwechslungsreiche Geologie zurückzuführen.
Die Große Spinnen-Ragwurz (Ophrys sphegodes) ist weit verbreitet. Der Stängel wird zwischen 10 und 40 cm hoch. Auf der Isle of Purbeck wachsen die meisten Arten der Gattung der Ragwurzen (Ophrys). Fast 50.000 blühende Trauben wurden 2009 gezählt. Ende April ist die beste Zeit und die größte Ansammlung in dem Gebiet westlich von Dancing Ledge. Diese Orchidee ist auch das Logo des „Dorset Wildlife Trust“. Große Schlüsselblumen-Wiesen (Primula veris und Primula elatior) wachsen im Durlston Country Park.
Anfang Mai wächst in den Wäldern Bärlauch (Allium ursinum), vor allem im King's Wood und Studland Wald, beide im Besitz des The National Trust. Etwa zur gleichen Zeit, und auch später, wachsen auf den Hügeln der gelbe Schopfiger Hufeisenklee (Hippocrepis comosa) und die blaue Kreuzblumen (Polygala). Ende Mai wachsen auf den Feldern in der Nähe von Old Harry Rocks gelbe Gemeiner Wundklee (Anthyllis vulneraria). Blaue Berg-Sandglöckchen (Jasione montana) und rosa und die weiße Strandwinde (Calystegia soldanella) sind zwei Arten, die während der Monate Juni und Juli den Dünen bei Studland Farbe verleihen.
Im Juni und Juli findet man an Corfe Castle sehr zahlreich Geflecktes Knabenkraut (Dactylorhiza maculata) und Übersehenes Knabenkraut (Dactylorhiza praetermissa). Im Juli und August kommen Rundblättrige Glockenblume (Campanula rotundifolia) und mehrjährige violette Zieste (Stachys, Syn.: Betonica L.) hinzu.
Heidekräuter (Erica), auch „Heiden“ genannt und in England als „Dorset Heath“ bekannt, sind zahlreich verbreitet im Juli und August, besonders auf und um das Hartland-Moor und auf den Feuchtgebieten in der Heide. „Bog Asphodel“ auch Bastard Asphodel genannt, zu Deutsch Beinbrech (Narthecium ossifragum) blüht Anfang Juli gelb. Der Lungen-Enzian (Gentiana pneumonanthe) wird weniger häufig in ähnlichen Gebieten von Mitte August bis Mitte September gefunden.

## Frührömische Zeit
Eine Reihe frührömisch-britischer Villenkomplexe sind auf der Isle of Purbeck südlich der Purbeck Hills bei der Bucknowle Farm entdeckt und erforscht worden.

## Sehenswürdigkeiten

### Küstenbereich
Vom Orcombe Point bei Exmouth im Westen bis zur Isle of Purbeck im Osten erstreckt sich ein Küstenstreifen, der als erste Naturlandschaft in England von der UNESCO zum Weltnaturerbe erklärt wurde. Die Jurassic Coast zählt zu den Naturwundern dieser Welt und ist bekannt für seine Fossilien. Sehenswürdigkeiten entlang der Küste der Isle of Purbeck (von West nach Ost) sind:
- Worbarrow Bay, eine große, breite und flache Bucht, östlich von Lulworth Cove
- Kimmeridge, ein kleines Dorf und Bucht
- Hen Cliff und Clavell Tower, eine Klippenwand aus Tonschiefer und der darauf gebaute Folly
- Chapman’s Pool, eine kleine Bucht westlich von Worth Matravers
- St Alban’s Head (oder St. Alhelms Head), eine Klippenwand und Ausläufer des Portland-Steins
- Winspit, ein alter Steinbruch in der Nähe von Worth Matravers direkt am Ärmelkanal
- Worth Matravers, ein kleines Dorf auf einem Hügel, nicht weit von den Klippen
- Fisherman's Ledge und Conner Cove
- Dancing Ledge, ein ehemaliger Steinbruch bei Langton Matravers
- Anvil Point und der Leuchtturm, 1880 oben auf den Felsen erbaut
- Tilly Whim Caves (drei Höhlen), ein ehemaliger Steinbruch
- Durlston Bay und Durlston Country Park
- Peveril Point mit Küstenwache Hütte und Rettungsboot-Posten
- Swanage und sein Badestrand
- Ballard Down und Old Harry Rocks

### Heidelandschaft
Die Heidelandschaft südlich von Poole Harbour und die sumpfigen Gebiete des Flusses Frome sind Zentrum der lokalen Ziegelindustrie, aber zugleich ein Gebiet von außerordentlicher natürlicher Schönheit (Area of Outstanding Natural Beauty). Sehenswürdigkeiten in diesem Gebiet sind:
- Arne und die Arne RSPB reserve
- Blue Pool, eine kleine geflutete ehemalige Tongrube
- Brownsea Island, eine Insel in der Hafeneinfahrt von Poole Harbour
- Corfe Castle, die Ruine einer Burg aus der Normannische Periode
- Furzebrook und Furzebrook Railway, das Zentrum der Purbeck-Ball-Clay-Industrie
- Purbeck Mineral and Mining Museum mit Ausstellungen über Ton-Bergbau und Schmalspurbahnen
- Ridge (Dorset), einst ein wichtiger Umschlagplatz für Purbeck Ball Clay
- Studland, ein kleines Küstendorf mit der Naturschutzgebiet Godlingston Heath
- Wareham (Dorset), eine historische Marktstadt

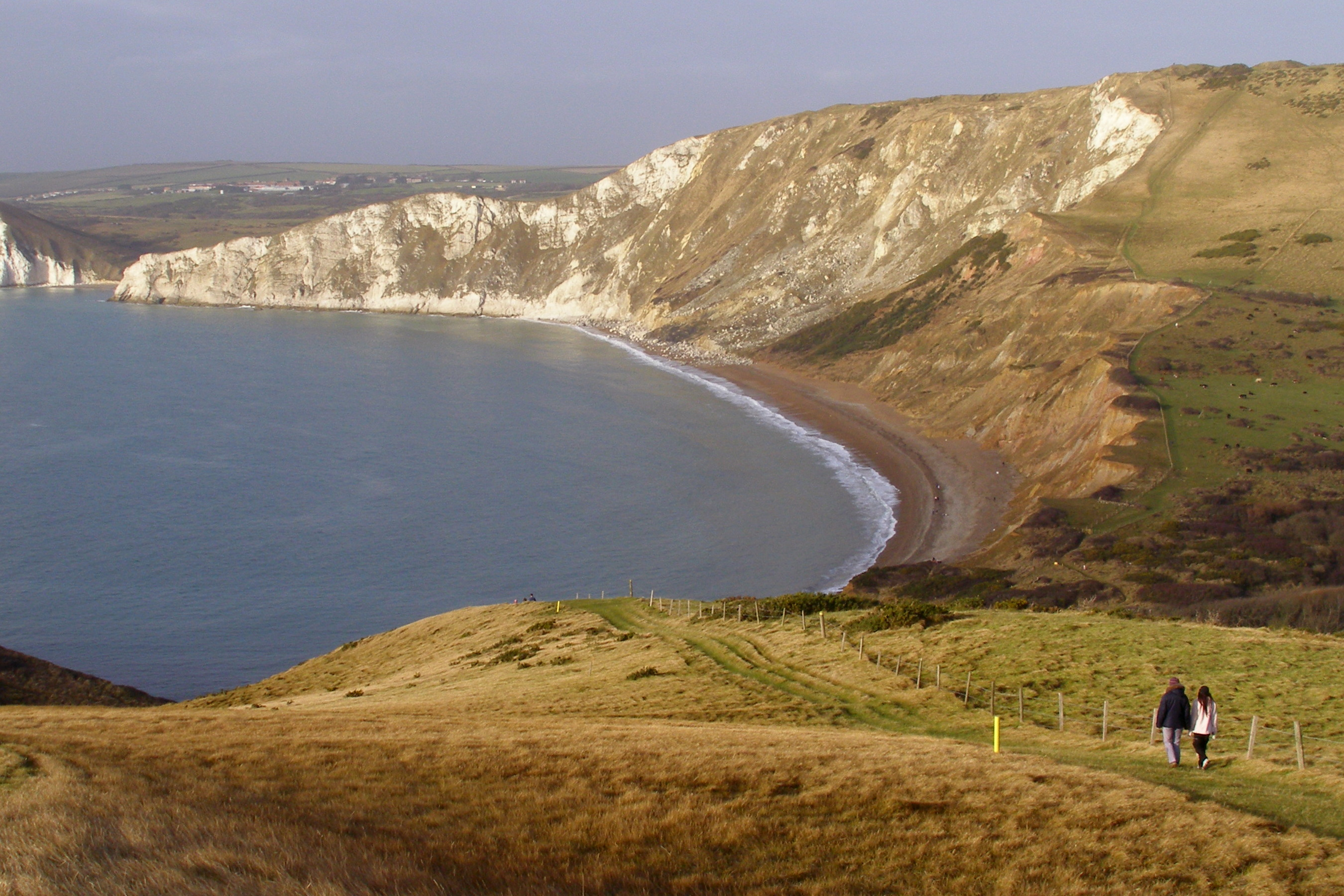
Worbarrow Bay
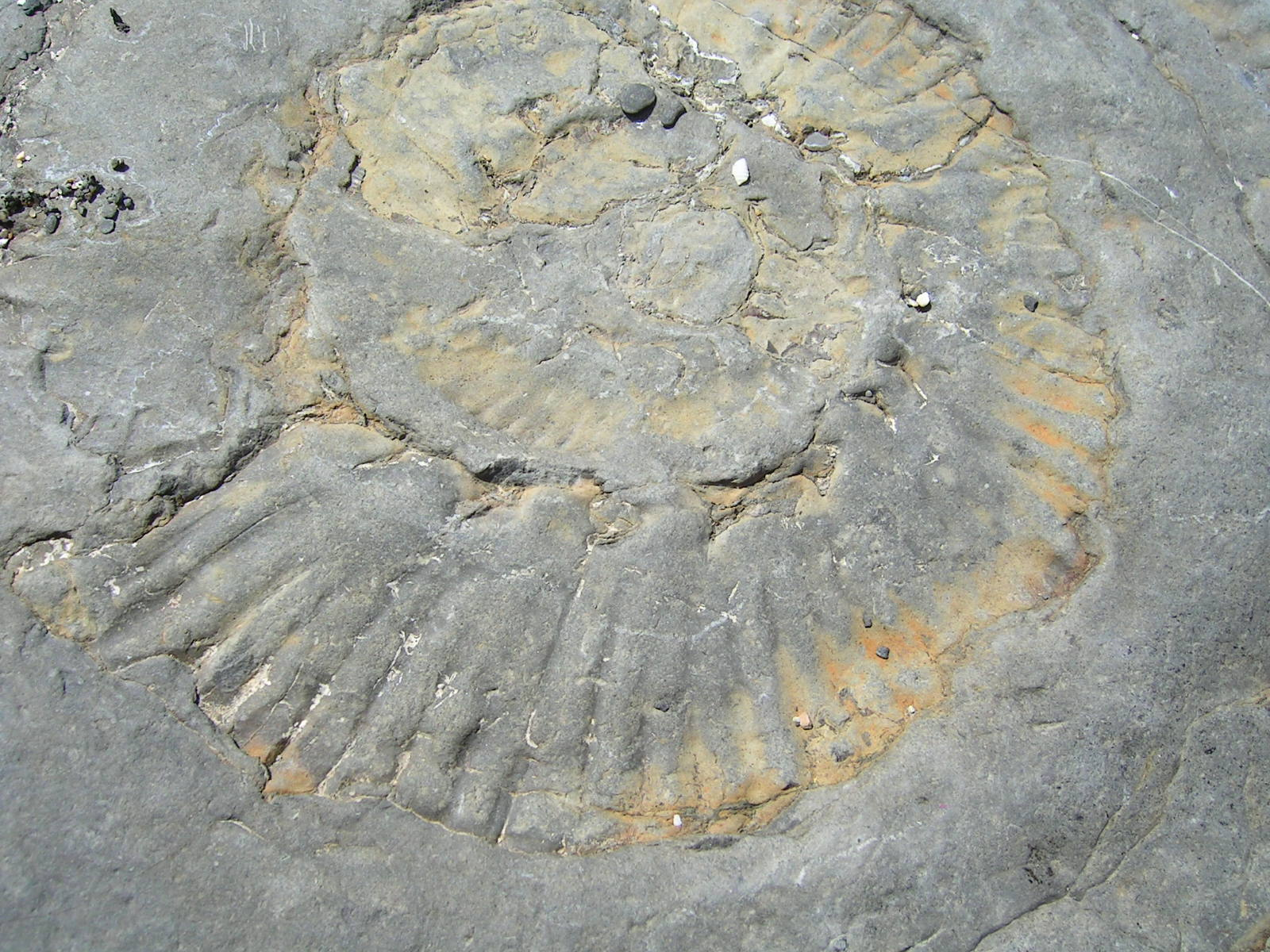
Ein versteinerter Ammonit in der Kimmeridge Bucht
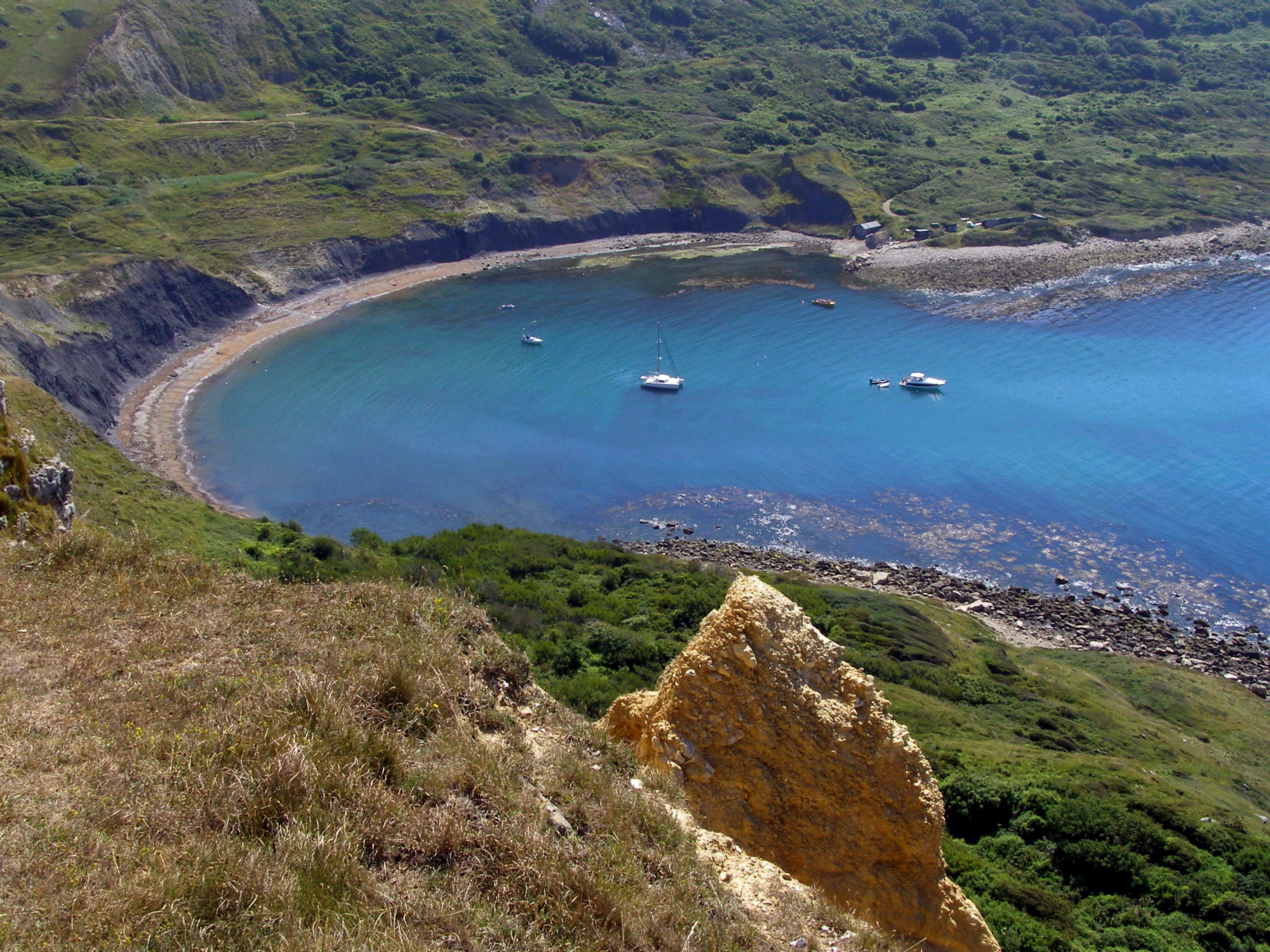
Der Chapmans Pool von Hounstout aus gesehen
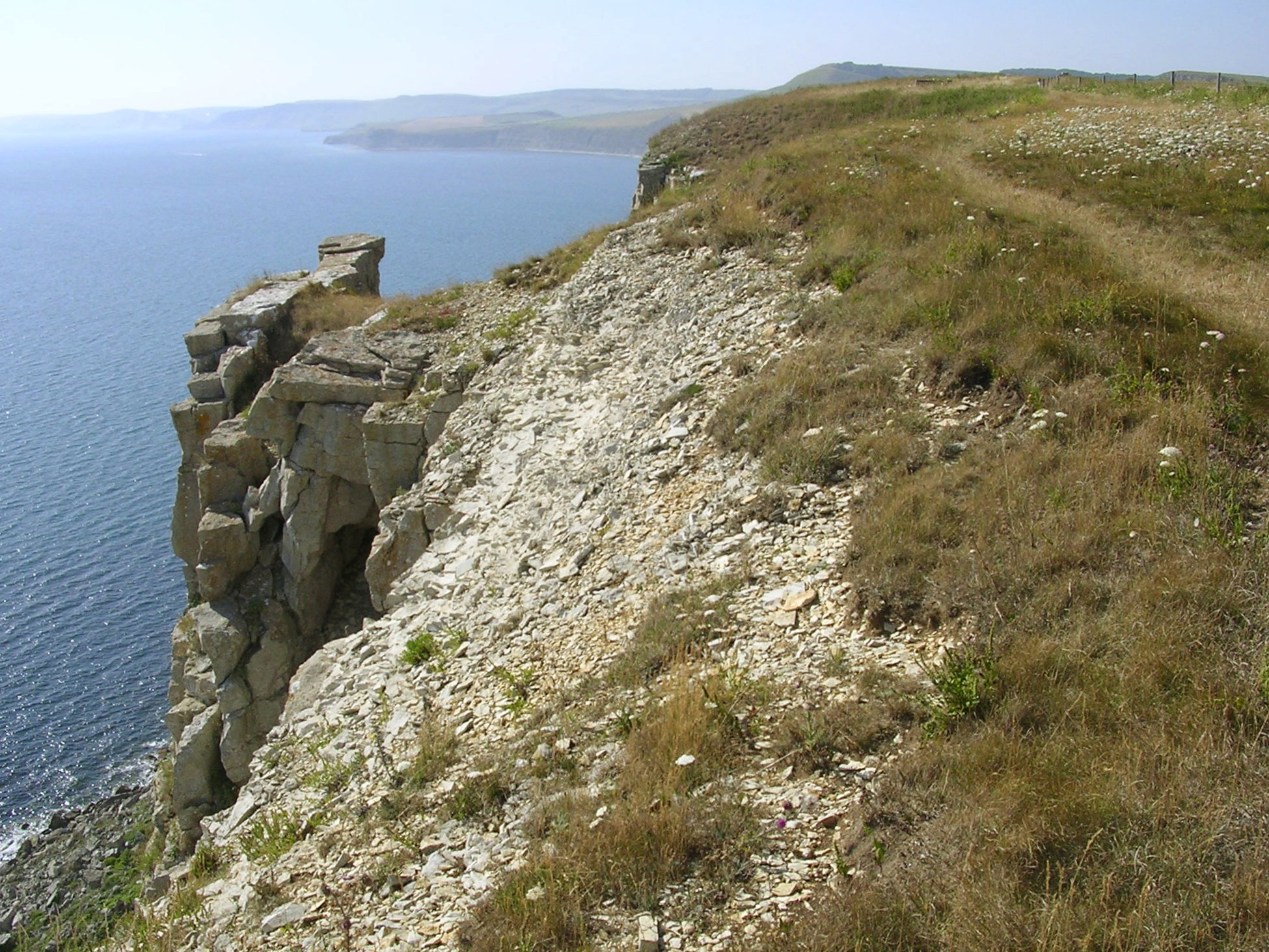
Klippenwand, St Alban's Head
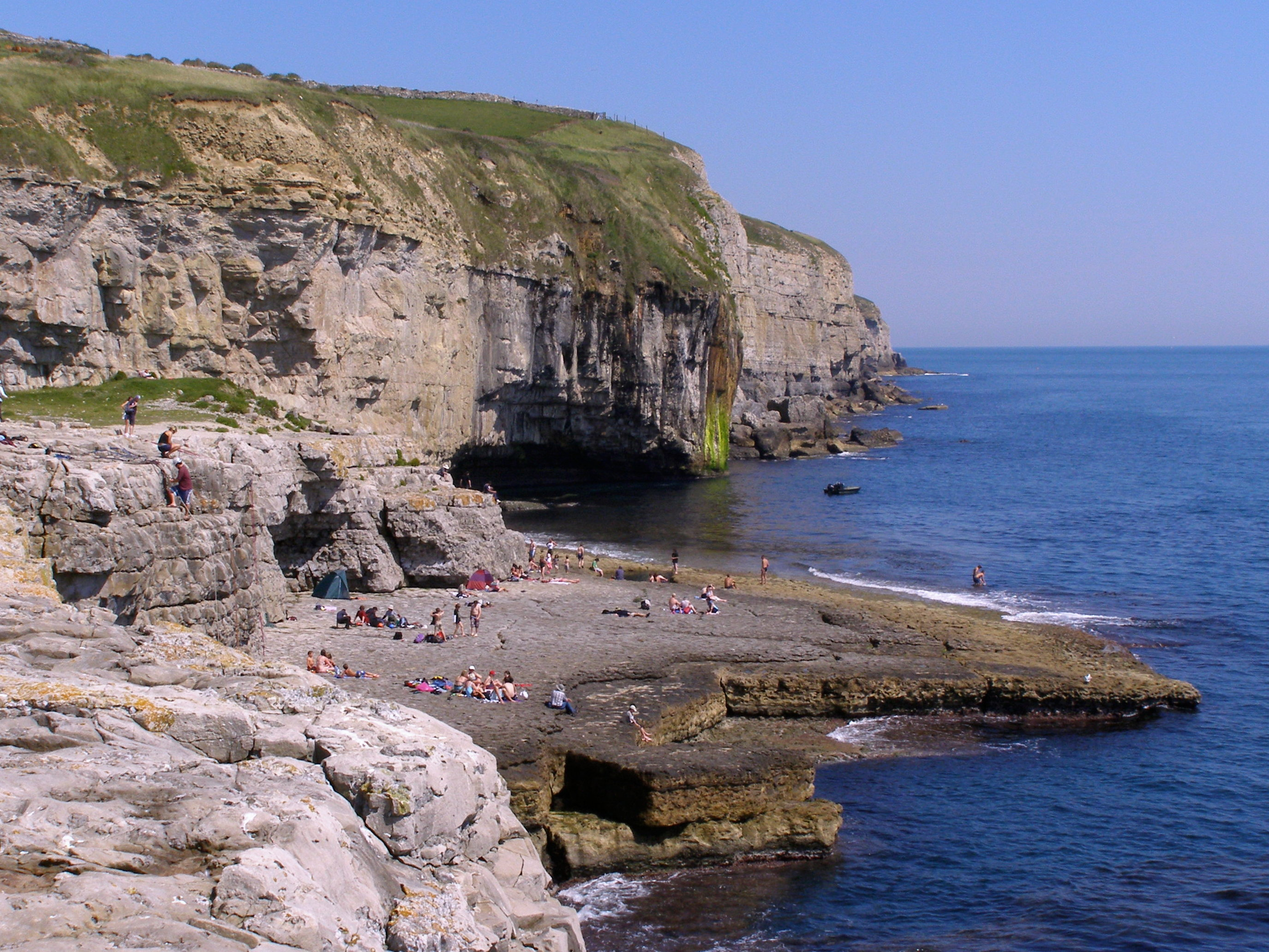
Der Dancing Ledge von Westen betrachtet
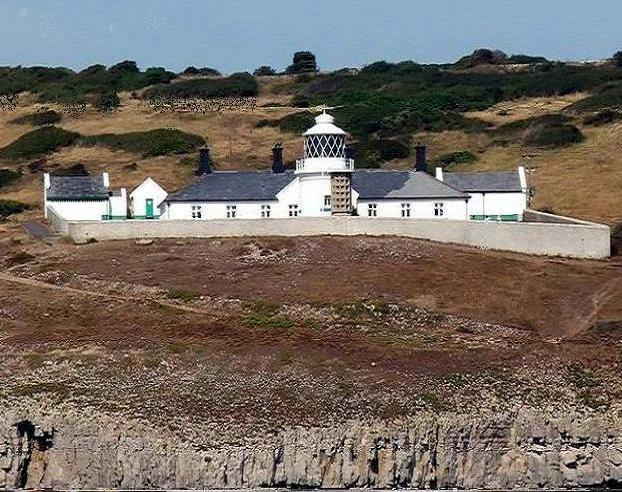
Swanage Leuchtturm (1880)